# Assassin’s Creed: Revelations
Assassin’s Creed: Revelations – przygodowa gra akcji stworzona przez Ubisoft i będąca zwieńczeniem trylogii o Eziu Auditore da Firenze. Pozycja ukazała się na konsole PlayStation 3 i Xbox 360 15 listopada, natomiast na Microsoft Windows gra ukazała się 1 grudnia 2011. Jest to czwarta gra z głównej serii Assassin’s Creed.
Akcja Revelations toczy się w trzech odległych ramach czasowych, które połączone są ze sobą poprzez trójkę głównych bohaterów powiązanych więzami krwi: Desmondem, Eziem oraz Altaïrem. W głównym wątku fabularnym w 2012 roku gracz ponownie wciela się w Desmonda, który jest uwięziony w swojej podświadomości po wystąpieniu szoku, jaki przeżył pod koniec wydarzeń przedstawionych w Assassin’s Creed: Brotherhood. W wątku historycznym kieruje Eziem, który przybywa do Konstantynopola w XVI wieku, aby walczyć z narastającymi w regionie siłami templariuszy. Ezio ponownie wykorzysta w walce siły swojego bractwa, skorzysta z ulepszeń swojego ekwipunku oraz pozna zupełnie nowych sprzymierzeńców. Użyje też artefaktów, które pozwolą mu przeżyć wspomnienia Altaïra i posłużą do odkrycia sekretu twierdzy w Masjafie. W tych sekwencjach gracz będzie mógł ponownie wcielić się w bohatera pierwszej części Assassin’s Creed.

## Fabuła

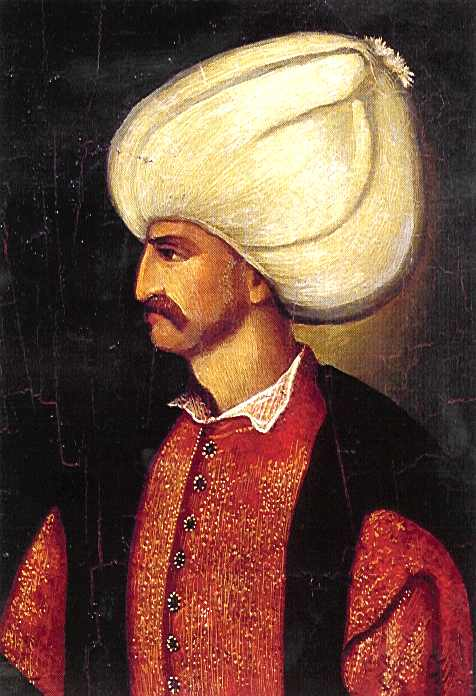
Sulejman Wspaniały

Fabuła gry opiera się na podróży 50-letniego Ezia, który podąża śladami swojego przodka Altaïra. Na początku gry wyrusza on do Masjafu, który został przejęty przez templariuszy. Ezio dowiaduje się o bibliotece ukrytej przez Altaïra w podziemiach zamku i postanawia znaleźć ukryte klucze, aby otworzyć bibliotekę, nim uda się to templariuszom.
Ezio trafia do Konstantynopola, czyli serca Imperium Osmańskiego, gdzie rosnąca armia templariuszy grozi destabilizacją regionu. Miasto zostało podzielone na pięć głównych dystryktów: Constantine, Beyazid, Topkapi, Imperial oraz Galata. Ezio w czasie swoich wojaży odwiedzi także Kapadocję, która jest siedzibą templariuszy.
Gracz spotka na swojej drodze nowe postaci, z których wiele nazwisk znanych jest z kart historii. Są to m.in. Sulejman Wspaniały, Bajazyd II, Şehzade Ahmed, Manuel Paleolog. Jedną z postaci fikcyjnych jest Sofia Sartor, właścicielka księgarni w Konstantynopolu. Inspiracją dla stworzenia tej postaci był obraz Albrechta Dürera Portret młodej Wenecjanki. Sofia i Ezio zbliżą się do siebie, jednak Ezio czuje opory przed miłością i boi się wyjawić Sofii prawdę o sobie. Kolejną postacią jest Yusuf Tazim, mistrz asasynów kierujący bractwem w Konstantynopolu.
W czasach współczesnych gracz wciela się w Desmonda, który zapadł w śpiączkę. Po zakończeniu Brotherhood bohater został ponownie podłączony do Animusa. Desmond próbuje odzyskać swoją świadomość, co prowadzi do odkrycia tylnych drzwi urządzenia, które pozwalają na manipulowanie wspomnieniami, a także umożliwiają przeżywanie własnych wspomnień. Gracz kieruje Desmondem w abstrakcyjnych poziomach złożonych z łamigłówek, które są skonstruowane z jego własnych przeżyć.

## Rozgrywka

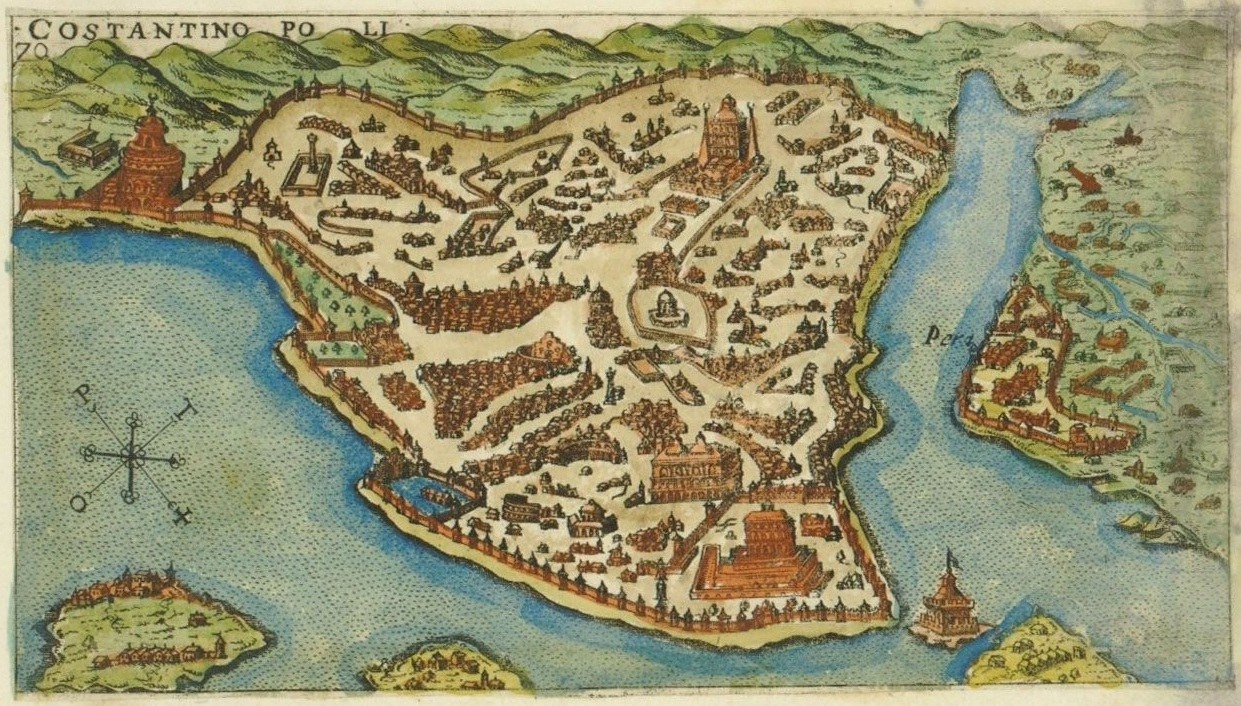
Konstantynopol w 1597

Sposób gry jest kontynuacją rozwiązań sprawdzonych w poprzednich częściach serii. Gracz kieruje asasynem w otwartym świecie, wykonując kolejne misje, które są powiązane fabularnie oraz dowolnie eksplorując wirtualny świat. W rozgrywce skupiono się głównie na walce, wspinaczce, freerunningu, skradaniu się, oraz pielęgnowaniu punktów taktycznych.
Ubisoft wprowadził do rozgrywki szereg zmian i ulepszeń. Znaczącą nowością jest modyfikacja ukrytego ostrza – specjalny hak, który znajdzie zastosowanie w walce oraz podczas przemieszczania się w mieście. Przy jego użyciu Ezio może korzystać z udogodnień jakie niesie ze sobą trawers linowy, potocznie zwany tyrolką, a podczas walki może przyciągać do siebie przeciwników. Hak znajdzie zastosowanie przy innych ruchach akrobatycznych w trakcie starć oraz przy wspinaczce, co ułatwia poruszanie się po mieście. Ulepszony zostanie także wzrok orła – zmysł orła pomoże graczom uzyskać przewagę taktyczną, dzięki umiejętnościom przewidywania ruchów ofiar. Nowością jest system tworzenia bomb. W grze znajduje się 300 różnych rodzajów ładunków wybuchowych o różnych efektach i sile – przykładowo będzie to oślepienie, zasłona dymna czy rozrzucenie kolczatek, które spowolnią strażników.
Ezio może powoływać do życia kryjówki asasynów rozrzucone po dzielnicach Konstantynopola w podobny sposób, w jaki zawłaszczał on wieże Borgiów w Asssassin’s Creed: Brotherhood. Nowością jest mini-gra, w stylu tower defense, polegająca na obronie kryjówki przed falami templariuszy. Charakter misji pobocznych uległ radykalnym zmianom, są bardziej zróżnicowane i wymagające.

### Tryb wieloosobowy
W grze zawarty jest tryb rozgrywki wieloosobowej podobny do tego, który można ujrzeć w Assassin’s Creed: Brotherhood. W Assassin’s Creed: Revelations' został wzbogacony o dodatkowe funkcje, nowe mapy i postacie. Tryb jest powiązany z fabułą serii – zdobywanie nowych poziomów podczas gry w sieci oznacza podnoszenie rangi agenta Abstergo, dzięki czemu uzyskujemy więcej informacji o firmie templariuszy. Gracze mogą znaczniej wpływać na wygląd postaci. Wprowadzone zostały także system playlist, który ma usprawnić wyszukiwanie gry oraz dostosowanie jej do wymogów graczy oraz urządzenie do tworzenia gildii i unikatowych sztandarów. Mapy trybu wieloosobowego są zlokalizowane na greckiej wyspie Rodos.

## Produkcja gry
Gra została wyprodukowana przez studio Ubisoft Montreal, wspomagane przez kilka mniejszych studiów działających wewnątrz wydawcy – Ubisoftu. Gra została wydana na tym samym silniku co poprzednie części gry, czyli Anvil. W Revelations Ubisoft użył nowej technologii przechwytywania ruchów twarzy Mocam, która łączy tradycyjną animację z motion capture w sposób podobny do technologii używanej w L.A. Noire. 15 listopada 2016 wydano odświeżoną wersję gry w ramach pakietu The Ezio Collection, stanowiącego trylogię przygód Ezia Auditore da Firenze. Wersja ta ukazała się na platformy PlayStation 4,Xbox One oraz Nintendo Switch.